# Campeonato Brasileiro de Futebol de 1990 - Série B
O Campeonato Brasileiro Série B de 1990, originalmente denominado Segunda Divisão pela CBF, foi a 11.ª edição da segunda divisão do futebol brasileiro, disputado por 24 equipes. Iniciou-se em agosto de 1990 e encerrou-se em 6 de dezembro de 1990. O Sport Club do Recife sagrou-se campeão deste torneio.

## Participantes
| Time                 | Cidade                | UF                | Participações |
| -------------------- | --------------------- | ----------------- | ------------- |
| Americano            | Campos dos Goytacazes | Rio de Janeiro    | 09            |
| Anapolina            | Anápolis              | Goiás             | 04            |
| Atlético Paranaense  | Curitiba              | Paraná            | 03            |
| Blumenau             | Blumenau              | Santa Catarina    | 02            |
| Botafogo-SP          | Ribeirão Preto        | São Paulo         | 07            |
| Catuense             | Catu                  | Bahia             | 06            |
| Ceará                | Fortaleza             | Ceará             | 06            |
| Central              | Caruaru               | Pernambuco        | 11            |
| Clube do Remo        | Belém                 | Pará              | 07            |
| Coritiba             | Curitiba              | Paraná            | 03            |
| Criciúma             | Criciúma              | Santa Catarina    | 07            |
| Grêmio Maringá       | Maringá               | Paraná            | 06            |
| Guarani              | Campinas              | São Paulo         | 04            |
| Itaperuna            | Itaperuna             | Rio de Janeiro    | 02            |
| Joinville            | Joinville             | Santa Catarina    | 05            |
| Juventude            | Caxias do Sul         | Rio Grande do Sul | 05            |
| Juventus             | São Paulo             | São Paulo         | 08            |
| Moto Club            | São Luís              | Maranhão          | 07            |
| Operário Ferroviário | Ponta Grossa          | Paraná            | 03            |
| Rio Branco-AC        | Rio Branco            | Acre              | 02            |
| Santa Cruz           | Recife                | Pernambuco        | 04            |
| Sport Recife         | Recife                | Pernambuco        | 03            |
| Treze                | Campina Grande        | Paraíba           | 08            |
| XV de Novembro       | Piracicaba            | São Paulo         | 04            |

### Por Federação
| Clubes | Federação                       |
| ------ | ------------------------------- |
| 4      | PR e SP                         |
| 3      | PE e SC                         |
| 2      | RJ                              |
| 1      | AC, BA, CE, GO, MA, PA, PB e RS |

## Fórmula de disputa
Primeira fase
Os 24 participantes foram divididos em quatro grupos de seis times cada grupo. As equipes disputaram dentro dos grupos em  turno e returno, qualificando-se à fase seguinte os quatro melhores de cada grupo. As quatro equipes com piores campanhas seriam rebaixadas à Série C de 1991, porém não houve tal torneio.
Segunda fase
Os 16 times qualificados foram divididos em quatro grupos com quatro equipes cada, jogando dentro do grupo em turno e returno, qualificando-se os dois melhores de cada grupo a fase seguinte.
Terceira fase
Os 8 times qualificados foram divididos em dois grupos com quatro equipes cada, jogando dentro do grupo em turno e returno, qualificando-se o melhores de cada grupo para a final.
Final
Os dois times campeões de grupo da terceira fase disputaram o título em duas partidas. Ambos conquistaram o acesso à Série A de 1991

## Primeira fase
|  | Times Classificados para a Segunda Fase |

| PG – Pontos ganhos; JG – Jogos; VT - Vitória; EM - Empates; DT - Derrotas; GF – gols a favor; GC – gols contra; SG – Saldo de gols |

### Grupo A
| Clube | Clube               | PG | JG | VT | EM | DT | GP | GC | SG |
| ----- | ------------------- | -- | -- | -- | -- | -- | -- | -- | -- |
| 1     | Criciúma            | 13 | 10 | 5  | 3  | 2  | 8  | 6  | +2 |
| 2     | Blumenau            | 11 | 10 | 3  | 5  | 2  | 5  | 3  | +2 |
| 3     | Atlético Paranaense | 11 | 10 | 2  | 7  | 1  | 7  | 2  | +5 |
| 4     | Juventude           | 10 | 10 | 3  | 4  | 3  | 6  | 7  | -1 |
| 5     | Joinville           | 9  | 10 | 2  | 5  | 3  | 8  | 8  | 0  |
| 6     | Coritiba            | 6  | 10 | 2  | 2  | 6  | 6  | 14 | -8 |

### Grupo B
| Clube | Clube          | PG | JG | VT | EM | DT | GP | GC | SG |
| ----- | -------------- | -- | -- | -- | -- | -- | -- | -- | -- |
| 1     | Grêmio Maringá | 12 | 10 | 4  | 4  | 2  | 9  | 6  | +3 |
| 2     | XV de Novembro | 12 | 10 | 4  | 4  | 2  | 13 | 12 | +1 |
| 3     | Botafogo-RP    | 11 | 10 | 4  | 3  | 3  | 14 | 6  | +8 |
| 4     | Guarani        | 10 | 10 | 4  | 2  | 4  | 13 | 11 | +2 |
| 5     | Rio Branco-AC  | 8  | 10 | 2  | 4  | 4  | 7  | 15 | -8 |
| 6     | Anapolina      | 7  | 10 | 1  | 5  | 4  | 9  | 15 | -6 |

### Grupo C
| Clube | Clube                | PG | JG | VT | EM | DT | GP | GC | SG |
| ----- | -------------------- | -- | -- | -- | -- | -- | -- | -- | -- |
| 1     | Catuense             | 14 | 10 | 5  | 4  | 1  | 14 | 6  | +8 |
| 2     | Operário Ferroviário | 12 | 10 | 4  | 4  | 2  | 16 | 8  | +8 |
| 3     | Juventus             | 11 | 10 | 5  | 1  | 4  | 8  | 10 | -2 |
| 4     | Itaperuna            | 10 | 10 | 3  | 4  | 3  | 10 | 11 | -1 |
| 5     | Central              | 7  | 10 | 1  | 5  | 4  | 4  | 8  | -4 |
| 6     | Americano            | 6  | 10 | 2  | 2  | 6  | 4  | 13 | -9 |

### Grupo D
| Clube | Clube         | PG | JG | VT | EM | DT | GP | GC | SG  |
| ----- | ------------- | -- | -- | -- | -- | -- | -- | -- | --- |
| 1     | Sport Recife  | 12 | 10 | 3  | 6  | 1  | 9  | 4  | +5  |
| 2     | Moto Club     | 12 | 10 | 3  | 6  | 1  | 8  | 4  | +4  |
| 3     | Clube do Remo | 11 | 10 | 3  | 5  | 2  | 9  | 6  | +3  |
| 4     | Ceará         | 10 | 10 | 4  | 2  | 4  | 8  | 9  | -1  |
| 5     | Santa Cruz    | 10 | 10 | 2  | 6  | 2  | 8  | 9  | -1  |
| 6     | Treze         | 5  | 10 | 1  | 3  | 6  | 4  | 14 | -10 |

## Segunda fase
|  | Times Classificados para a Terceira Fase |

| PG – Pontos ganhos; JG – Jogos; VT - Vitória; EM - Empates; DT - Derrotas; GF – gols a favor; GC – gols contra; SG – Saldo de gols |

### Grupo E
| Clube | Clube          | PG | JG | VT | EM | DT | GP | GC | SG |
| ----- | -------------- | -- | -- | -- | -- | -- | -- | -- | -- |
| 1     | Guarani        | 8  | 6  | 3  | 2  | 1  | 6  | 3  | +3 |
| 2     | Criciúma       | 6  | 6  | 2  | 2  | 2  | 5  | 4  | +1 |
| 3     | XV de Novembro | 5  | 6  | 2  | 1  | 3  | 5  | 8  | -3 |
| 4     | Blumenau       | 5  | 6  | 1  | 3  | 2  | 5  | 6  | -1 |

### Grupo F
| Clube | Clube               | PG | JG | VT | EM | DT | GP | GC | SG |
| ----- | ------------------- | -- | -- | -- | -- | -- | -- | -- | -- |
| 1     | Juventude           | 10 | 6  | 4  | 2  | 0  | 6  | 1  | +5 |
| 2     | Atlético Paranaense | 7  | 6  | 3  | 1  | 2  | 7  | 4  | +3 |
| 3     | Botafogo-RP         | 6  | 6  | 2  | 2  | 2  | 4  | 3  | +1 |
| 4     | Grêmio Maringá      | 1  | 6  | 0  | 1  | 5  | 3  | 12 | -9 |

### Grupo G
| Clube | Clube     | PG | JG | VT | EM | DT | GP | GC | SG |
| ----- | --------- | -- | -- | -- | -- | -- | -- | -- | -- |
| 1     | Catuense  | 7  | 6  | 3  | 1  | 2  | 6  | 5  | +1 |
| 2     | Moto Club | 6  | 6  | 3  | 0  | 3  | 4  | 3  | +1 |
| 3     | Juventus  | 6  | 6  | 3  | 0  | 3  | 5  | 5  | 0  |
| 4     | Ceará     | 5  | 6  | 2  | 1  | 3  | 3  | 5  | -2 |

### Grupo H
| Clube | Clube                | PG | JG | VT | EM | DT | GP | GC | SG |
| ----- | -------------------- | -- | -- | -- | -- | -- | -- | -- | -- |
| 1     | Operário Ferroviário | 8  | 6  | 3  | 2  | 1  | 6  | 5  | +1 |
| 2     | Sport Recife         | 6  | 6  | 1  | 4  | 1  | 4  | 4  | 0  |
| 3     | Itaperuna            | 6  | 6  | 1  | 4  | 1  | 4  | 4  | 0  |
| 4     | Clube do Remo        | 4  | 6  | 1  | 2  | 3  | 5  | 6  | -1 |

## Terceira fase
|  | Times Classificados para a Final |

| PG – Pontos ganhos; JG – Jogos; VT - Vitória; EM - Empates; DT - Derrotas; GF – gols a favor; GC – gols contra; SG – Saldo de gols |

### Grupo I
| Clube | Clube        | PG | JG | VT | EM | DT | GP | GC | SG |
| ----- | ------------ | -- | -- | -- | -- | -- | -- | -- | -- |
| 1     | Sport Recife | 9  | 6  | 3  | 3  | 0  | 8  | 5  | +3 |
| 2     | Guarani      | 8  | 6  | 3  | 2  | 1  | 10 | 3  | +7 |
| 3     | Juventude    | 6  | 6  | 2  | 2  | 2  | 6  | 7  | -1 |
| 4     | Moto Club    | 1  | 6  | 0  | 1  | 5  | 5  | 14 | -9 |

### Grupo J
| Clube | Clube                | PG | JG | VT | EM | DT | GP | GC | SG |
| ----- | -------------------- | -- | -- | -- | -- | -- | -- | -- | -- |
| 1     | Atlético Paranaense  | 7  | 6  | 2  | 3  | 1  | 7  | 5  | +2 |
| 2     | Criciúma             | 6  | 6  | 2  | 2  | 2  | 10 | 5  | +5 |
| 3     | Operário Ferroviário | 6  | 6  | 2  | 2  | 2  | 5  | 9  | -4 |
| 4     | Catuense             | 5  | 6  | 2  | 1  | 3  | 7  | 10 | -9 |

## Final
| 12 de dezembro de 1990 | Atlético Paranaense | 1 – 1 | Sport Recife | Pinheirão, Curitiba PR |
|                        |                     |       |              | Público: 6,914         |

| 16 de dezembro de 1990 | Sport Recife | 0 – 0  | Atlético Paranaense | Estádio Ilha do Retiro, Recife PE |
|                        |              | Report |                     | Público: 22,712                   |

## Classificação
| Tabela de classificação | Tabela de classificação | Tabela de classificação | Tabela de classificação | Tabela de classificação | Tabela de classificação | Tabela de classificação | Tabela de classificação | Tabela de classificação | Tabela de classificação |
| Time | Time                    | PG                      | J                       | V                       | E                       | D                       | GP                      | GC                      | SG                      |
| --- | ----------------------- | ----------------------- | ----------------------- | ----------------------- | ----------------------- | ----------------------- | ----------------------- | ----------------------- | ----------------------- |
| 1 | Sport Recife            | 36                      | 24                      | 7                       | 15                      | 2                       | 22                      | 14                      | +8                      |
| 2 | Atlético Paranaense     | 34                      | 24                      | 7                       | 13                      | 4                       | 22                      | 12                      | +10                     |
| 3 | Guarani                 | 36                      | 22                      | 10                      | 6                       | 6                       | 29                      | 17                      | +12                     |
| 4 | Catuense                | 36                      | 22                      | 10                      | 6                       | 6                       | 27                      | 21                      | +6                      |
| 5 | Operário Ferroviário    | 35                      | 22                      | 9                       | 8                       | 5                       | 27                      | 22                      | +5                      |
| 6 | Juventude               | 35                      | 22                      | 9                       | 8                       | 5                       | 18                      | 15                      | +4                      |
| 7 | Criciúma                | 34                      | 22                      | 9                       | 7                       | 6                       | 23                      | 15                      | +8                      |
| 8 | Moto Club               | 25                      | 22                      | 6                       | 7                       | 9                       | 17                      | 21                      | -4                      |
| 9 | Juventus                | 25                      | 16                      | 8                       | 1                       | 7                       | 13                      | 15                      | -2                      |
| 10 | Botafogo-SP             | 23                      | 16                      | 6                       | 5                       | 5                       | 18                      | 9                       | +9                      |
| 11 | XV de Novembro          | 23                      | 16                      | 6                       | 5                       | 5                       | 18                      | 20                      | -2                      |
| 12 | Blumenau                | 20                      | 16                      | 4                       | 8                       | 4                       | 10                      | 9                       | -1                      |
| 13 | Itaperuna               | 20                      | 16                      | 4                       | 8                       | 4                       | 14                      | 15                      | -1                      |
| 14 | Ceará                   | 21                      | 16                      | 6                       | 3                       | 7                       | 11                      | 14                      | -3                      |
| 15 | Clube do Remo           | 19                      | 16                      | 4                       | 7                       | 5                       | 14                      | 12                      | +2                      |
| 16 | Grêmio Maringá          | 17                      | 16                      | 4                       | 5                       | 7                       | 12                      | 18                      | -6                      |
| 17 | Santa Cruz              | 12                      | 10                      | 2                       | 6                       | 2                       | 8                       | 9                       | -1                      |
| 18 | Joinville               | 11                      | 10                      | 2                       | 5                       | 3                       | 8                       | 8                       | 0                       |
| 19 | Rio Branco-AC           | 10                      | 10                      | 2                       | 4                       | 4                       | 7                       | 15                      | -8                      |
| 20 | Central                 | 8                       | 10                      | 1                       | 5                       | 4                       | 4                       | 8                       | -4                      |
| 21 | Anapolina               | 8                       | 10                      | 1                       | 5                       | 4                       | 9                       | 15                      | -6                      |
| 22 | Coritiba                | 8                       | 10                      | 2                       | 2                       | 6                       | 6                       | 14                      | -8                      |
| 23 | Americano               | 8                       | 10                      | 2                       | 2                       | 6                       | 4                       | 13                      | -9                      |
| 24 | Treze                   | 6                       | 10                      | 1                       | 3                       | 6                       | 4                       | 14                      | -10                     |
| PG – Pontos ganhos; J – Jogos disputados; V - Vitórias; E - Empates; D - Derrotas; GP – Gols pró; GC – Gols contra; SG – Saldo de gols |                         |                         |                         |                         |                         |                         |                         |                         |                         |

## Campeão
| Campeão Brasileiro de 1990 (Série B) |
| Pernambuco                           |
| ------------------------------------ |
| Sport Club do Recife (1º título)     |